# 佩尔希诺农村居民点 (弗拉基米尔州)
佩尔希诺农村居民点（俄语：Першинское сельское поселение）是俄罗斯联邦弗拉基米尔州基尔扎奇区所属的一个农村居民点。其下辖有10个居民点，行政中心为佩尔希诺。据2016年统计，该农村居民点的人口为3479人。